# NGC 1504
NGC 1504 é uma galáxia elíptica (E-S0) localizada na direcção da constelação de Eridanus. Possui uma declinação de -09° 20' 06" e uma ascensão recta de 4 horas, 02 minutos e 29,6 segundos.
A galáxia NGC 1504 foi descoberta em 1886 por Ormond Stone.